# Нуршари
Нуршари (мар. Нурмучаш Шайра) — деревня в Волжском районе Республики Марий Эл. Входит в состав Сотнурского сельского поселения.

## География
Находится в южной части республики Марий Эл на расстоянии приблизительно 40 км по прямой на северо-восток от районного центра города Волжск.

## История
Известна с 1867 года. В 1897 году 243 жителя, в 1927 135 дворов и 678 человек, большинство мари. В 1980 году в деревне 152 хозяйства, проживали 523 человека. В советское время работали колхозы «Ку курык», им. Карла Маркса. С 1992 года действует КДП «Шайра кундем», с 2001 года — ПСХА «Шайра кундем».

## Население
Население составляло 420 человек (мари 100 %) в 2002 году, 436 в 2010.